# Vòrtex fraccionari
En un superconductor estàndard, descrit per una funció d'ona de condensat fermiònic de camp complex (denotada {\displaystyle |\Psi |e^{i\phi }}), els vòrtex porten camps magnètics quantificats a causa que la funció d'ona de condensat {\displaystyle |\Psi |e^{i\phi }} és invariant als increments de la fase {\displaystyle \phi } per {\displaystyle 2\pi }. Hi ha un enrotllament de la fase {\displaystyle {\phi }} per {\displaystyle 2\pi } que crea un vòrtex que transporta un quàntic de flux (vegeu vòrtex quàntic).
El terme vòrtex fraccionari s'utilitza per a dos tipus de vòrtexs quàntics molt diferents que es produeixen quan:
(i) Un sistema físic permet bobinatges de fase diferents de {\displaystyle 2\pi \times {\mathit {enter}}}, és a dir, bobinatge de fase no enter o fraccionari. La mecànica quàntica ho prohibeix en un superconductor ordinari uniforme, però es fa possible en un sistema no homogeni, per exemple, si un vòrtex es col·loca en un límit entre dos superconductors que estan connectats només per un enllaç extremadament feble (també anomenat unió de Josephson); aquesta situació també es produeix en alguns casos en mostres policristalines en límits de gra, etc. En aquests límits superconductors la fase pot tenir un salt discontinu. En conseqüència, un vòrtex col·locat en aquest límit adquireix un enrotllament de fase fraccionada, d'aquí el terme «vòrtex fraccionari». Una situació similar es produeix al condensat de Bose d'espín-1, on un vòrtex amb un bobinatge de fase {\displaystyle \pi } pot existir si es combina amb un domini de girs bolcats.
(ii) Es produeix una situació diferent en superconductors multicomponents uniformes que permeten solucions de vòrtex estables amb bobinatge de fase entera {\displaystyle 2\pi N}, on {\displaystyle N=\pm 1,\pm 2,...}, que tanmateix porten un flux magnètic quantificat de manera fraccionada arbitràriament.

## (i) Vòrtex amb bobinatge de fase no enter

### Vòrtex de Josephson

#### Vòrtexs fraccionaris en discontinuïtats de fase
Les discontinuïtats de fase de Josephson poden aparèixer a les unions llargues de Josephson (LJJ) especialment dissenyades. Per exemple, els anomenats 0-π LJJ tenen una discontinuïtat {\displaystyle \pi } de la fase Josephson en el punt on 0 i {\displaystyle \pi } s'uneixen les parts. Físicament, tal {\displaystyle 0-\pi } LJJ es pot fabricar mitjançant una barrera ferromagnètica a mida o amb superconductors d'ona d. Les discontinuïtats de fase de Josephson també es poden introduir mitjançant trucs artificials, per exemple, un parell de petits injectors de corrent connectats a un dels elèctrodes superconductors de les LJJ. El valor de la discontinuïtat de fase es denota amb κ i, sense perdre la generalitat, s'assumeix que 0<κ<2π, perquè la fase és 2π periòdica.
Les LJJ reaccionen a la discontinuïtat de fase doblegant la fase Josephson {\displaystyle \phi (x)} en la proximitat {\displaystyle \lambda _{J}} del punt de discontinuïtat, de manera que lluny no hi ha rastres d'aquesta pertorbació. La flexió de la fase de Josephson provoca inevitablement l'aparició d'un camp magnètic local {\displaystyle \propto d\phi (x)/dx} localitzat al voltant de la discontinuïtat (límit {\displaystyle 0-\pi }). També provoca l'aparició d'un supercorrent {\displaystyle \propto \sin \phi (x)} circulant per la discontinuïtat. El flux magnètic total Φ, transportat pel camp magnètic localitzat és proporcional al valor de la discontinuïtat {\displaystyle \kappa }, és a dir, Φ = (κ/2π)Φ, on Φ0 és un quàntic de flux magnètic. Per a una discontinuïtat π, Φ=Φ0/2, el vòrtex del supercorrent s'anomena semifluxó. Quan κ≠π, es parla de vòrtexs de Josephson fraccionaris arbitraris. Aquest tipus de vòrtex està fixat al punt de discontinuïtat de fase, però pot tenir dues polaritats (positiva i negativa), distingides per la direcció del flux fraccionari i la direcció del supercorrent (en sentit horari o antihorari) que circula pel seu centre (punt de discontinuïtat).
El semifluxó és un cas particular d'aquest vòrtex fraccionat fixat al punt de discontinuïtat de fase.
Tot i que aquests vòrtexs de Josephson fraccionaris estan fixats, si es pertorben, poden realitzar petites oscil·lacions al voltant del punt de discontinuïtat de fase amb una freqüència pròpia, que depèn del valor de κ.

#### Vòrtexs fragmentats (solitons de doble sinus-Gordon)
En el context de la superconductivitat de l'ona d, un vòrtex fraccionari (també conegut com a vòrtex fragmentat) és un vòrtex de supercorrent que transporta un flux magnètic no quantificat Φ1<Φ0, que depèn dels paràmetres del sistema. Físicament, aquests vòrtexs poden aparèixer al límit del gra entre dos superconductors d'ona d, que sovint sembla una seqüència regular o irregular de facetes 0 i π. També es pot construir una matriu artificial de facetes curtes 0 i π per aconseguir el mateix efecte. Aquests vòrtexs fragmentats són solitons. Són capaços de moure's i conservar la seva forma similar als vòrtexs de Josephson enters convencionals (fluxons). Això és oposat als vòrtexs fraccionaris fixats a la discontinuïtat de fase (per exemple, semifluxons), que estan fixats a la discontinuïtat i no poden moure's lluny.
Teòricament, es pot descriure un límit de gra entre superconductors d'ona d (o una matriu de petites facetes 0 i π) mitjançant una equació efectiva per a una fase ψ a gran escala. Gran escala significa que l'escala és molt més gran que la mida de la faceta. Aquesta equació és l'equació doble sin-Gordon, que en unitats normalitzades es llegeix 

| {\displaystyle {\ddot {\psi }}-\psi ''+\sin \psi +g\sin(2\psi )=0} | \| \| \| \| \| \| \| \| | (Equaciò 1 ) |
|                                                                    |                         |              |
|                                                                    |                         |              |
on g<0 és una constant adimensional resultant de la mitjana sobre petites facetes. El procediment matemàtic detallat de la mitjana és similar al que es fa per a un pèndol impulsat paramètricament, i es pot estendre a fenòmens que depenen del temps. En essència, (Equaciò 1) va descriure la unió φ Josephson ampliada.
Per g<-1 (Equaciò 1) té dos valors d'equilibri estable (en cada interval de 2π): ψ=±φ, on φ=cos(-1/g). Corresponen a dos mínims d'energia. En conseqüència, hi ha dos vòrtexs fraccionaris (solitons topològics): un amb la fase ψ(x) que va de -φ a +φ, mentre que l'altre té la fase ψ(x) canviant de +φ a -φ+2π. El primer vòrtex té un canvi topològic de 2φ i porta el flux magnètic Φ1=(φ/π)Φ0. El segon vòrtex té un canvi topològic de 2π-2φ i porta el flux Φ2=Φ0-Φ1.
Els vòrtexs fraccionats es van observar per primera vegada als límits de gra asimètrics de 45 ° entre dos superconductors YBa₂Cu₃O7−δ d'ona d.

### Superfluïdesa espín-triplet
En determinats estats de superfluids d'espín-1 o condensats de Bose, la funció d'ona del condensat és invariant si la fase del superfluid canvia en {\displaystyle \pi }, juntament amb una rotació {\displaystyle \pi } de l'angle de rotació. Això és en contrast amb la invariància {\displaystyle 2\pi } de la funció d'ona de condensat en un superfluid d'espín-0. Un vòrtex resultant d'aquests enrotllaments de fase s'anomena vòrtex fraccionari o mig quàntic, en contrast amb un vòrtex quàntic on una fase canvia per {\displaystyle 2\pi }.

## (ii) Vòrtex amb bobinatge de fase enter i flux fraccionat en superconductivitat multicomponent
Diferents tipus de «vòrtexs fraccionaris» apareixen en un context diferent en la superconductivitat multicomponent on diversos condensats carregats independents o components superconductors interactuen entre ells electromagnèticament.
Aquesta situació es produeix, per exemple, en les teories {\displaystyle U(1)\times U(1)} dels estats quàntics projectats de l'hidrogen metàl·lic líquid, on dos paràmetres d'ordre s'originen a partir de la coexistència teòricament anticipada de parells de Cooper electrònics i protònics. Hi ha defectes topològics amb un enrotllament de fase {\displaystyle 2\pi } (és a dir, «enter») en un condensat protònic que porta un flux magnètic quantificat fraccionari (una conseqüència de la interacció electromagnètica amb el segon condensat). També aquests vòrtexs fraccionaris porten un impuls superfluid que no obeeix a la quantificació Onsager-Feynman.
Malgrat l'enrotllament de fase entera, les propietats bàsiques d'aquest tipus de vòrtexs fraccionaris són molt diferents de les solucions del vòrtex d'Abrikóssov. Per exemple, a diferència del vòrtex d'Abrikóssov, el seu camp magnètic genèricament no està localitzat de manera exponencial a l'espai. També en alguns casos el flux magnètic inverteix la seva direcció a una certa distància del centre del vòrtex.